# E.Y.E.: Divine Cybermancy
E.Y.E: Divine Cybermancy, стилизованная как E.Ψ.Ǝ: Divine Cybermancy — компьютерная игра в жанрах ролевой игры и шутера от первого лица, разработанная французской компанией Streum On Studio командой разработчиков из 12 человек и построена на движке Source компании Valve. Действие E.Y.E.: Divine Cybermancy происходит в мрачном будущем и включает в себя тематику киберпанка. Игра основана на ролевой игре AVA, разработанной Streum On Studio в 1998 году.

## Геймплей
E.Y.E представляет собой гибрид шутер от первого лица и компьютерной ролевой игры. Игровой персонаж использует разнообразное стрелковое оружие — от револьверов до гранатомётов и пусковой установки миниатюрных ядерных бомб. В игре есть также холодное оружие, гранаты и дрон, следующий за персонажем. Ролевая система развития персонажа предоставляет игроку возможность пользоваться «псионическими» силами, различными кибер-имплантатами и в качестве хакера взламывать различную технику и врагов, чтобы уничтожать их или взять под контроль. Прохождение E.Y.E можно строить в различных, сильно отличающихся стилях — например, воин, использующий только холодное оружие в ближнем бою, стрелок-снайпер или «псайкер», полагающийся на экстрасенсорные способности.

## Сюжет
События E.Y.E: Divine Cybermancy разворачиваются в мрачном антиутопическом будущем, где человечеством правят враждующие друг с другом мегакорпорации. Человеческая раса втянута в межпланетный конфликт между таинственной инопланетной цивилизацией и другой, потусторонней угрозой — «метастревмонической силой», связанной с экстрасенсорным восприятием и кошмарами. Игрок управляет одним из бойцов подразделения E.Y.E. — элитного военного подразделения воинов-монахов, служащего организации «Секрета Секреторум» и использующего пси-способностями и кибер-имплантаты. К началу игры некогда единая группировка E.Y.E. распалось на две враждующие ветви — «Цзянь Шан Ди» и «Культер Деи», теперь ведущие войну друг с другом.

## Отзывы и критика
| Сводный рейтинг       | Сводный рейтинг |
| Агрегатор             | Оценка          |
| --------------------- | --------------- |
| GameRankings          | 63,08 %         |
| Metacritic            | 61 / 100        |
| Иноязычные издания    |                 |
| Издание               | Оценка          |
| Destructoid           | 8 / 10          |
| Edge                  | 4 / 10          |
| Eurogamer             | 5 / 10          |
| GameSpot              | 7 / 10          |
| GameSpy               | [ 9 ]           |
| IGN                   | 5 / 10          |
| Русскоязычные издания |                 |
| Издание               | Оценка          |
| Absolute Games        | 73 %            |

Игра получила смешанные отзывы. На сайте-агрегаторе Metacritic средняя оценка игры составляет 61 из 100 на основе 22 обзоров для платформы PC.
Дэн Уайтхед в обзоре для Eurogamer сравнивал игру с письмом, которое когда-то получил, когда работал в журнале о паранормальном: эта была сложнейшая схема неких дат и событий, тайн и заговоров, связанных с секретной «планетой X», одновременно невероятно смешная и пугающая — дело чьей-то жизни. Он не желал называть создателей E.Y.E. сумасшедшими параноиками, но французская игра отчетливо напоминала ему эту схему.
Летом 2018 года, благодаря уязвимости в защите Steam Web API, стало известно, что точное количество пользователей сервиса Steam, которые играли в игру хотя бы один раз, составляет 768 052 человека.